# Świat Przygód
Świat Przygód – czasopismo będące kontynuacją ukazującego się od 1946 r. w Katowicach „Nowego Świata Przygód”. Redakcja początkowo mieściła się przy ulicy Mariensztat 8, a następnie na Grażyny 8. Rysowali w nim m.in. Kazimierz Grus, Marian Walentynowicz i Jan Marcin Szancer. Zadebiutował w nim Henryk Jerzy Chmielewski, późniejszy twórca Tytusa. Od 1948 r. liczba komiksów wyraźnie się zmniejszała, co wiązało się z zaostrzeniem polityki kulturalnej i wprowadzaniem socrealizmu. Redaktorem naczelnym pisma byli Igor Newerly i Marian Niewiarowski. 1 lutego 1949 r. pismo połączono z czasopismem „Na Tropie” tworząc „Świat Młodych”.